# Triphosa corrasata
Triphosa corrasata är en fjärilsart som beskrevs av W. Warren 1897. Triphosa corrasata ingår i släktet Triphosa och familjen mätare. Inga underarter finns listade i Catalogue of Life.